# Колесников, Михаил Федосеевич
Михаил Федосеевич Колесников — советский военный, государственный и политический деятель, генерал-лейтенант.

## Биография
Родился в 1925 году в посёлке Красная Нива. Член ВКП(б).
Участник Великой Отечественной войны с 1942 г. Служил разведчиком батареи 120-мм миномётов 142 стрелкового полка 5 стрелковой дивизии. Удостоен боевых наград:
- медаль «За отвагу» (24.08.1943)[1], (21.07.1944)[2];
- орден Красной Звезды (05.03.1944)[3], (21.08.1944)[4].

После окончания Великой Отечественной войны на военной службе в танковых частях. Дослужился до командных должностей (заместитель командира, в 1966—1970 командир 10-й гвардейской танковой дивизии; затем командир 12-й гвардейской танковой дивизии, начальник Киевского высшего танкового инженерного училища).
Избирался депутатом Верховного Совета РСФСР 8-го созыва.
Присвоение высших воинских званий:
- генерал-майор танковых войск — 22.02.1971
- генерал-лейтенант танковых войск — 27.10.1977 (с 1984 — генерал-лейтенант)

Умер в 1988 году в Киеве.